# Teatrino di Don Cristóbal
Il teatrino di Don Cristobal è una farsa per burattini, ovvero una farsa guignolesca, di Federico García Lorca in un solo atto.